# Prieuré de Pesmes
Le prieuré de Pesmes est un prieuré situé à Pesmes, en France.

## Localisation
Le prieuré est situé sur la commune de Pesmes, dans le département français de la Haute-Saône.

## Historique
L'édifice,  bâti pendant le 2ème quart du 16e siècle, est classé au titre des monuments historiques en 1985.